# Огаллала (Небраска)

Вверху — округ Кит на карте Небраски, внизу — город Огаллала на карте округа Кит

Огаллала (англ. Ogallala) — город, административный центр округа Кит, штат Небраска, США. Своё название получил в честь индейского племени оглала, а позднее, в 1898 году, уже в честь города был назван водоносный горизонт, один из крупнейших в мире: его самая глубокая часть находится как раз неподалёку от города. Станция на Первой трансконтинентальной железной дороге.

## География и климат
Огаллала — единственный город округа (другие населённые пункты округа — две деревни и шесть статистически обособленных местностей). Площадь города составляет 13 км², из которых 0,16 км² занимают открытые водные пространства. В восьми километрах к северу от города расположено крупное водохранилище Макконахи. Через южную часть города проходит крупная автомагистраль I-80.
Максимальная температура воздуха, зарегистрированная в городе, составила 44°С (июль 1954 года), минимальная — -38°С (декабрь 1989 года). В год на город в среднем выпадает 518,2 мм осадков: самый дождливый месяц — май (81,8 мм), самый сухой — декабрь (9,9 мм).

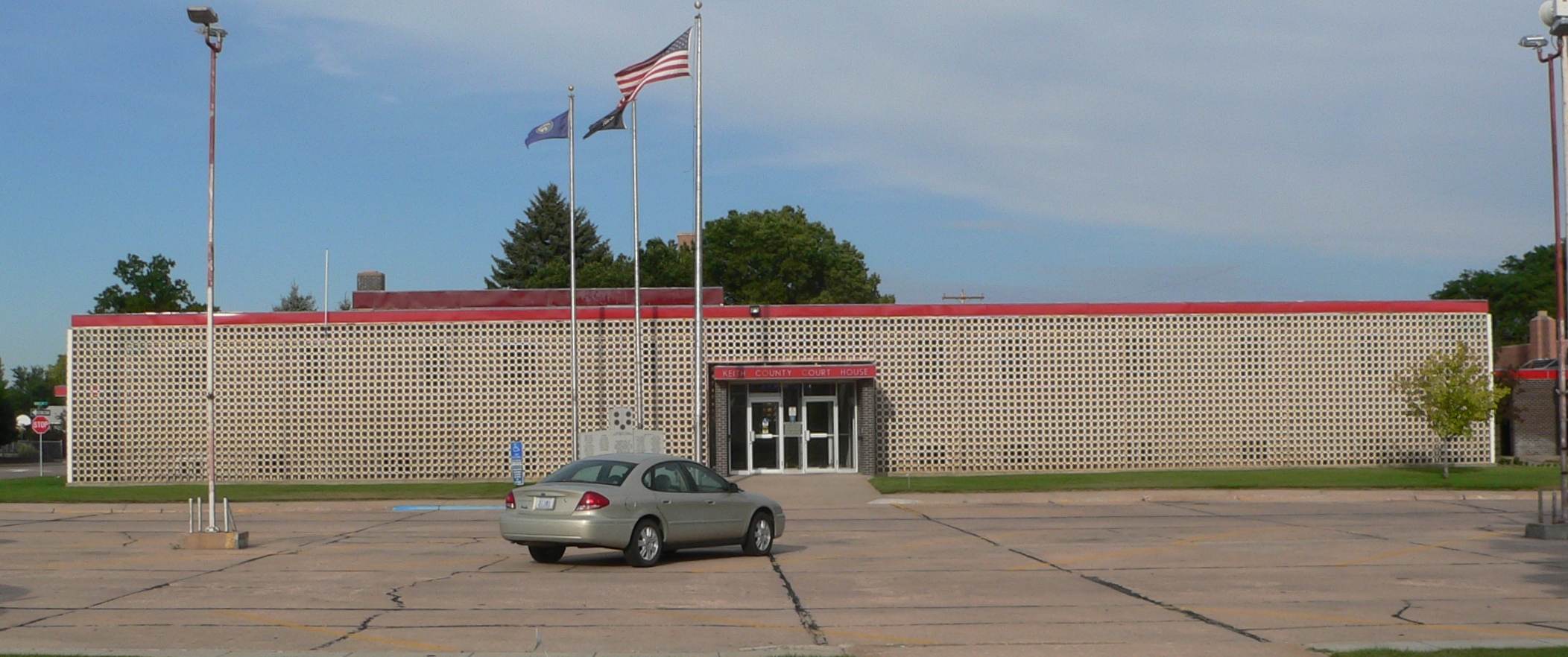
Окружной суд

## История
Union Pacific Railroad достигла точки, где ныне находится Огаллала, 24 мая 1867 года. С 1870 по 1885 года станция звалась «Ворота в Северные равнины». Первые постоянные строения возле этой станции появились лишь в 1875 году, и уже в следующем году здесь работали несколько салунов и магазинчиков. К концу 1876 года Огаллала, благодаря военной кампании, наконец-то избавилась от постоянных угроз нападения со стороны агрессивно настроенных индейцев, которые были оттеснены далеко вглубь континента или отправлены в резервации. С 1874 по 1884 год единственным кладбищем города был так называемый «Ботиночный холм», на котором за этот период было похоронено более 100 человек, при том, что всё население Огаллала тогда составляло менее 130 жителей. К 1880 году в Огаллала был суд, школа и гостиница. В то время осенью, зимой и весной жизнь в городке практически замирала, там оставалось два-три десятка человек, зато с приходом лета здесь появлялись скотоводы-ковбои, гонящие свои огромные стада на север, из Техаса. С 1882 года в Огаллала в заметных количествах стали появляться поселенцы, которым земли здесь по дешёвке предлагала Union Pacific Railroad. Летом 1884 года городок захлестнула эпидемия техасской лихорадки, которая поражала скот ковбоев. Из-за этого вскоре прогон стад через Огаллала был запрещён, и с этих пор городок стал обычным фермерским поселением, утратив свой колорит Дикого Запада.
Во второй половине 1890-х годов в окрестностях городка работал геолог Нелсон Дартон. Он обнаружил здесь крупный водоносный горизонт, которому в 1898 году дал имя в честь Огаллала. Позднее выяснилось, что этот горизонт — один из крупнейших в мире (ок. 450 000 км²), затрагивает территорию сразу восьми штатов, и именно вблизи Огаллала он имеет наибольшую глубину.
Огаллала была инкорпорирована со статусом «город» (city) в 1930 году.
В 2003 году был предложен проект: отметить Великий Западный путь, по которому многие годы ковбои перегоняли свои стада, от Рио-Гранде-Сити до Огаллала специальными бетонными блоками с шагом в 6—10 миль. Первый такой памятный знак был установлен южнее города Алтус (штат Оклахома).
В наше время в городке выстроена целая улица, Фронт-стрит, иллюстрирующая туристам жизнь городка в 1870-х — 1880-х годах, наполненную ковбоями, салунами, перестрелками и прочим соответствующим антуражем.
В течение своего существования название городка писалось по-разному, хотя и с одинаковым произношением: Ogallalah, Ogallalla, пока не был принят нынешний вариант — Ogallala.

## Демография

### 2000 год
По переписи 2000 года в Огаллала проживали 4930 человек, было 2052 домохозяйства, 1339 семей. В 31,5 % домохозяйств проживали дети младше 18 лет, 53 % были супружескими парами, проживающими совместно, 9,5 % представляли собой женщину — главу семьи без мужа, 34,7 % не являлись семьями. Средний размер семьи был 2,94 человека. 26,5 % населения города были младше 18 лет, 6,7 % — от 18 до 24 лет, 26,5 % — от 25 до 44 лет, 21,9 % — от 45 до 64 лет и 18,4 % горожан были в возрасте 65 лет и старше. Средний возраст жителя был 39 лет. На каждые 100 женщин приходилось 89 мужчин, причём на 100 совершеннолетних женщин приходилось уже 85 мужчин. Средний доход домохозяйства составлял 32 141 доллар в год, семьи — 39 688 долларов, на душу населения — 17 674 долларов, мужчина в среднем зарабатывал 27 436 долларов в год, женщина — 18 292 доллара. 5 % семей и 7,8 % населения города жили за чертой бедности, в том числе 9,3 % несовершеннолетних и 9,1 % пенсионеров.
Расовый состав
- белые — 96,4 %
- негры и афроамериканцы — 0,1 %
- азиаты — 0,2 %
- коренные американцы — 0,9 %
- прочие расы — 1,7 %
- смешанные расы — 0,7 %
- латиноамериканцы (любой расы) — 4,8 %

### 2010 год

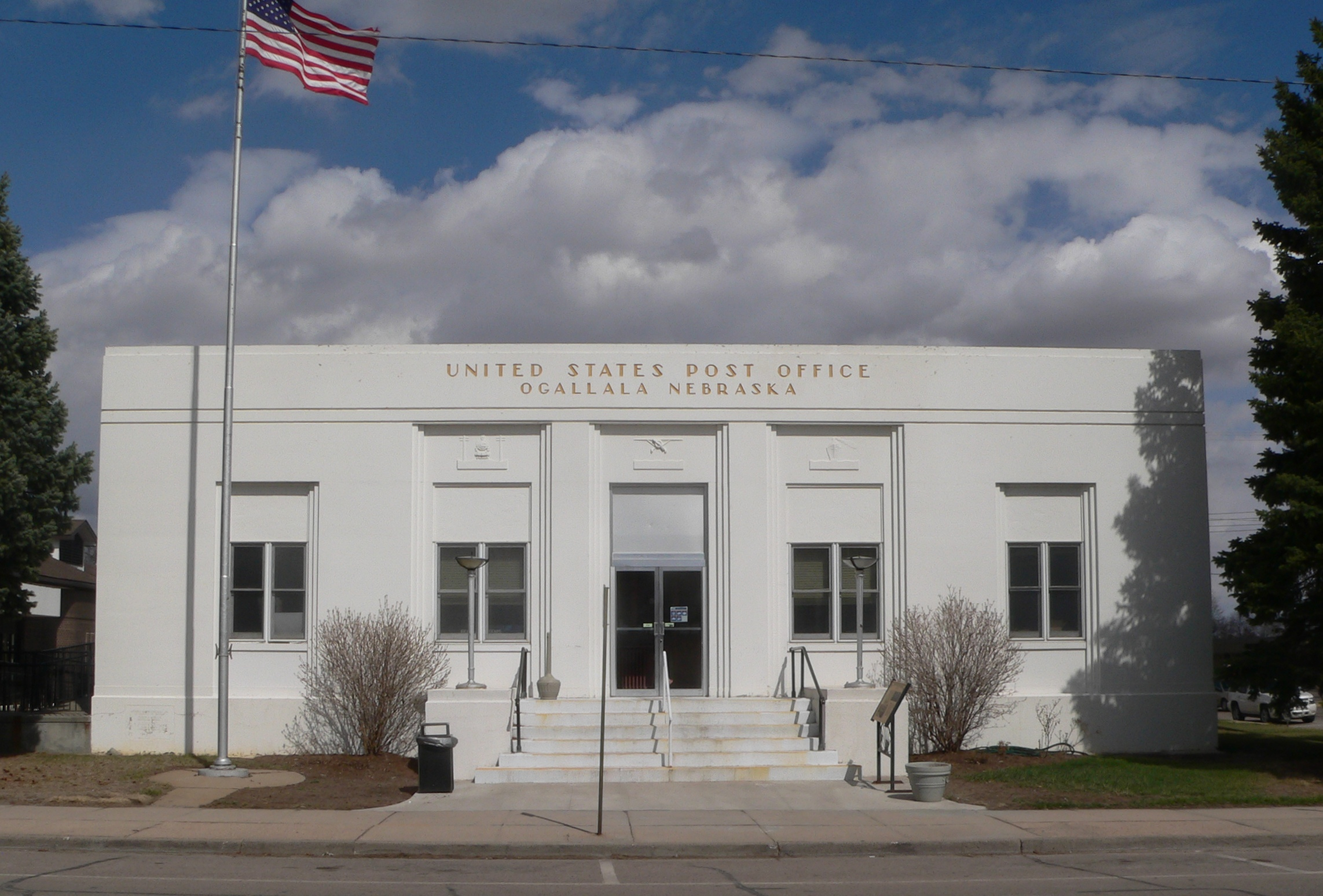
Почта

По переписи 2010 года в Огаллала проживали 4737 человек, было 2100 домохозяйств, 1298 семей. В 27,5 % домохозяйств проживали дети младше 18 лет, 48 % были супружескими парами, проживающими совместно, 9,6 % представляли собой женщину — главу семьи без мужа, 4,2 % — мужчину — главу семьи без жены, 38,2 % не являлись семьями. Средний размер семьи был 2,85 человека. 23,6 % населения города были младше 18 лет, 6,8 % — от 18 до 24 лет, 21,4 % — от 25 до 44 лет, 28,3 % — от 45 до 64 лет и 20,1 % горожан были в возрасте 65 лет и старше. Средний возраст жителя был 43,7 лет. 48,8 % населения были мужчинами и 51,2 % — женщинами.
| Расовый состав - белые — 94,6 % - негры и афроамериканцы — 0,2 % - азиаты — 0,4 % - коренные американцы — 0,6 % - прочие расы — 2,2 % - смешанные расы — 2 % - латиноамериканцы (любой расы) — 7,5 % | Перепись населения Год переписи Нас. %± 1880 114 — 1890 494 333,3% 1900 355 −28,1% 1910 643 81,1% 1920 1062 65,2% 1930 1631 53,6% 1940 3159 93,7% 1950 3456 9,4% 1960 4250 23% 1970 4976 17,1% 1980 5638 13,3% 1990 5095 −9,6% 2000 4930 −3,2% 2010 4737 −3,9% |  |        |
| Год переписи | Нас. |  | %±     |
| 1880 | 114 |  | —      |
| 1890 | 494 |  | 333,3% |
| 1900 | 355 |  | −28,1% |
| 1910 | 643 |  | 81,1%  |
| 1920 | 1062 |  | 65,2%  |
| 1930 | 1631 |  | 53,6%  |
| 1940 | 3159 |  | 93,7%  |
| 1950 | 3456 |  | 9,4%   |
| 1960 | 4250 |  | 23%    |
| 1970 | 4976 |  | 17,1%  |
| 1980 | 5638 |  | 13,3%  |
| 1990 | 5095 |  | −9,6%  |
| 2000 | 4930 |  | −3,2%  |
| 2010 | 4737 |  | −3,9%  |

По оценкам 2011 года в Огаллала проживали 4657 человек.
По оценкам 2012 года в Огаллала проживали 4649 человек, 48,4 % мужчин и 51,6 % женщин. Средний возраст жителя составил 43,7 лет. Средний доход домохозяйства составил 40 369 долларов в год, на душу населения — 24 712 долларов. Происхождение предков: немцы — 32,3 %, ирландцы — 14,4 %, англичане — 9,2 %, французы — 5,2 %, шведы — 3,4 %. Среди жителей старше 14 лет: 19,8 % были не в браке и никогда в нём не состояли, 53,9 % были в браке и жили совместно, 1,5 % были в браке, но жили раздельно, 11 % вдовствовали и 13,8 % были в разводе. 1,3 % жителей Огаллала были рождены за пределами США.

## Достопримечательности

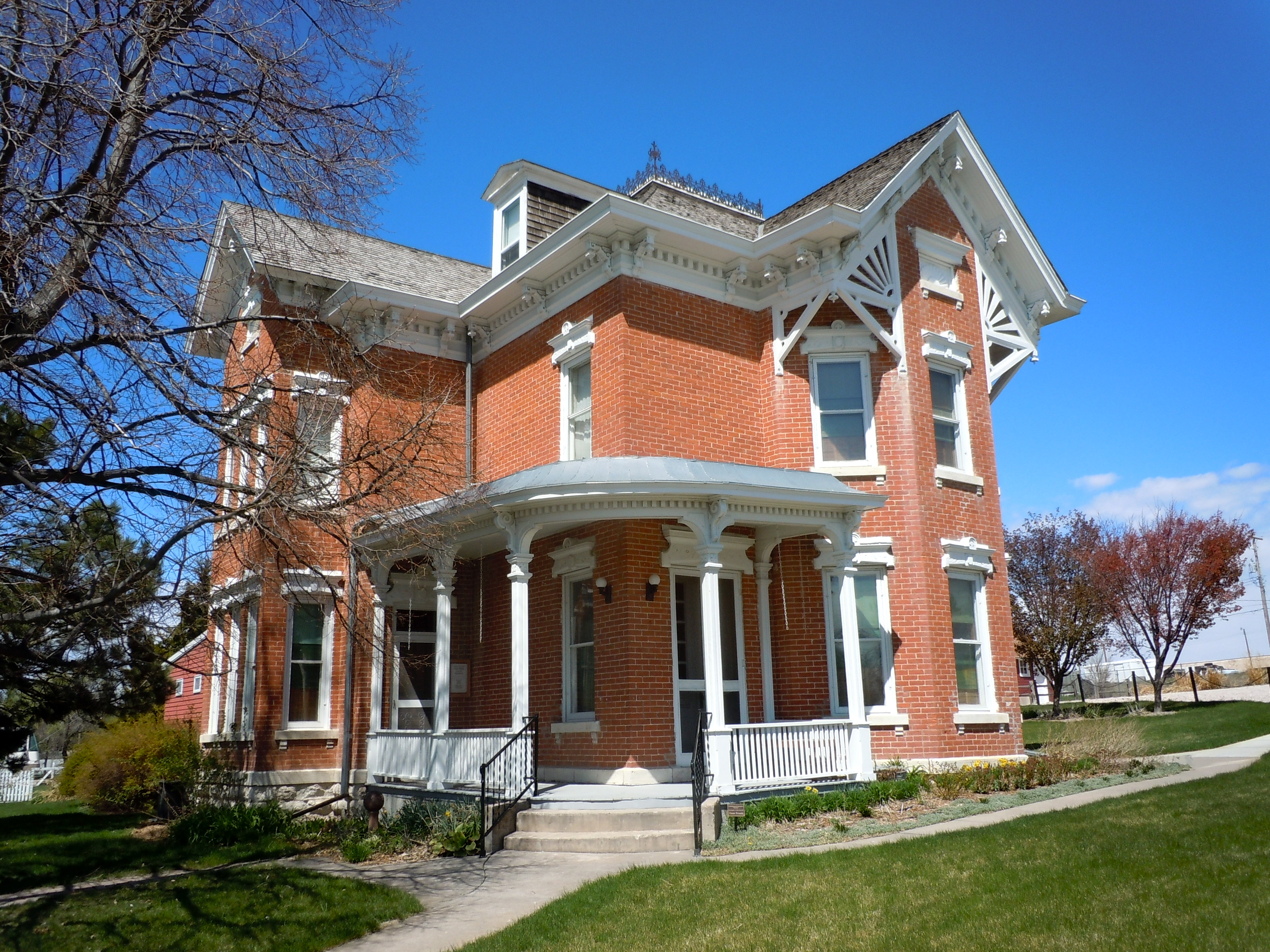
Особняк Леонидаса Брэндхофера — включён в Национальный реестр исторических мест (НРИМ) в 1973 году.
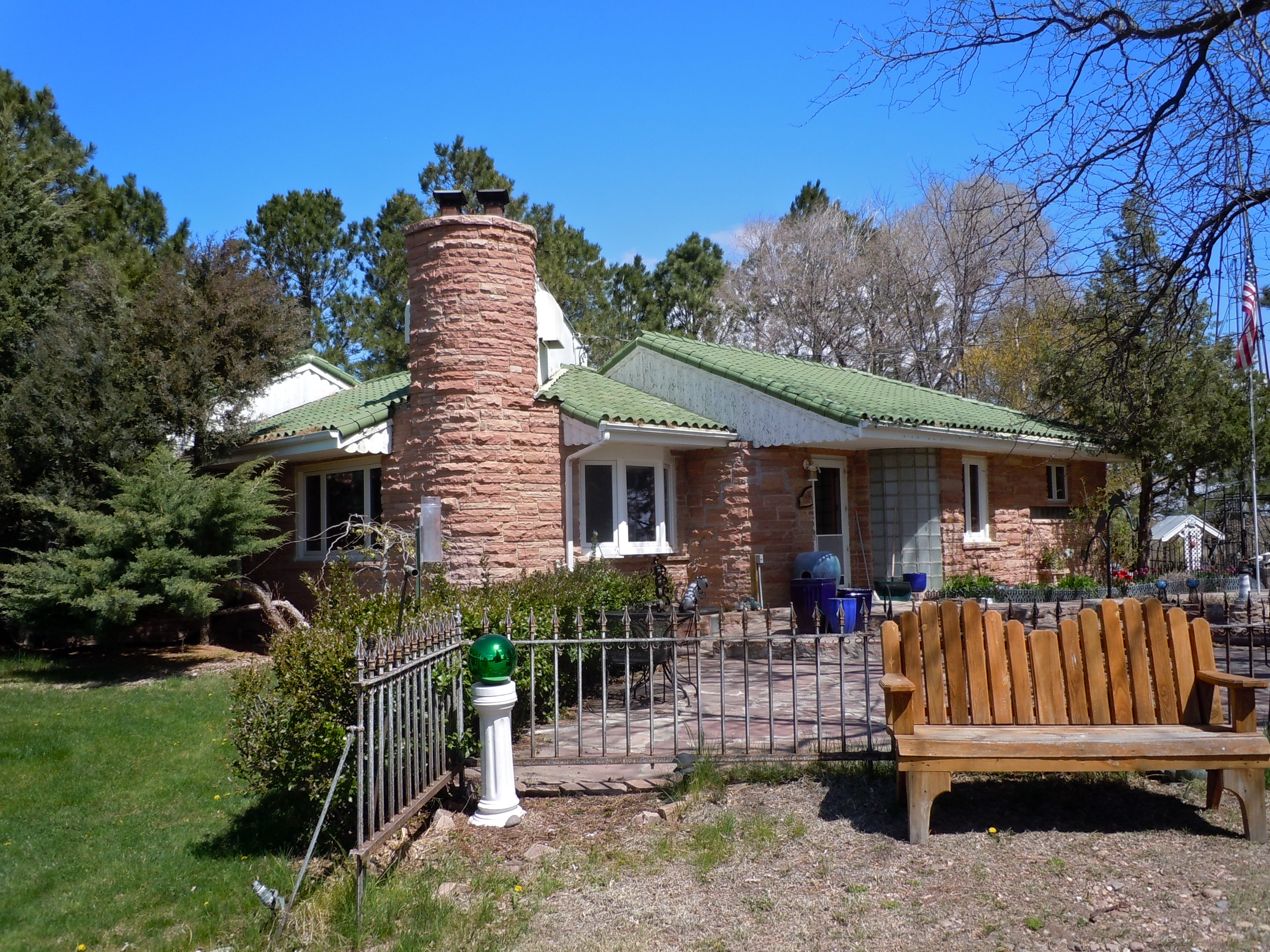
Дом доктора Бьюрдетта и Мирны Гейнсфорт — построен в 1949 году, включён в НРИМ в 2002 году.
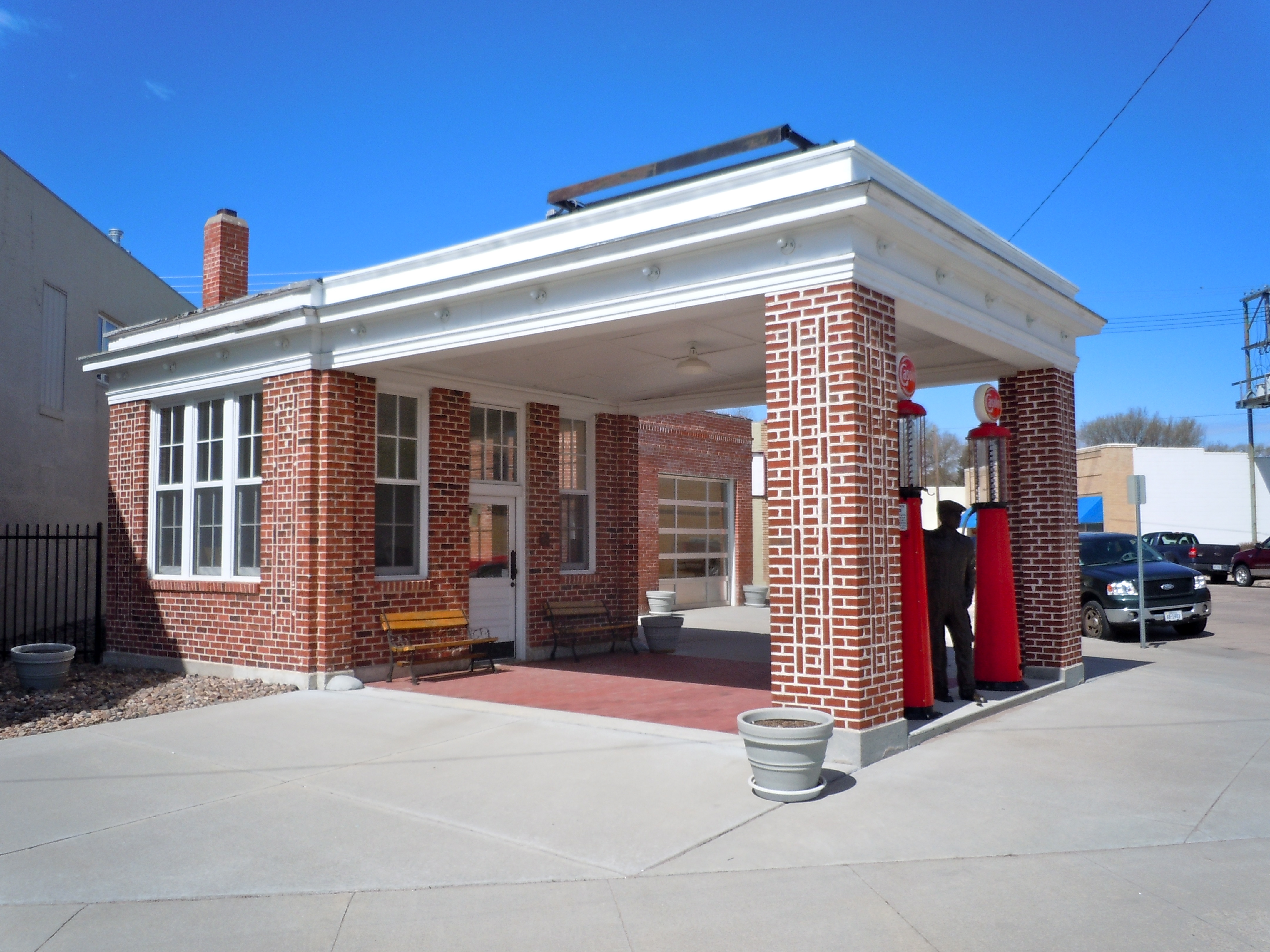
АЗС «Красная корона» — включена в НРИМ в 2004 году.
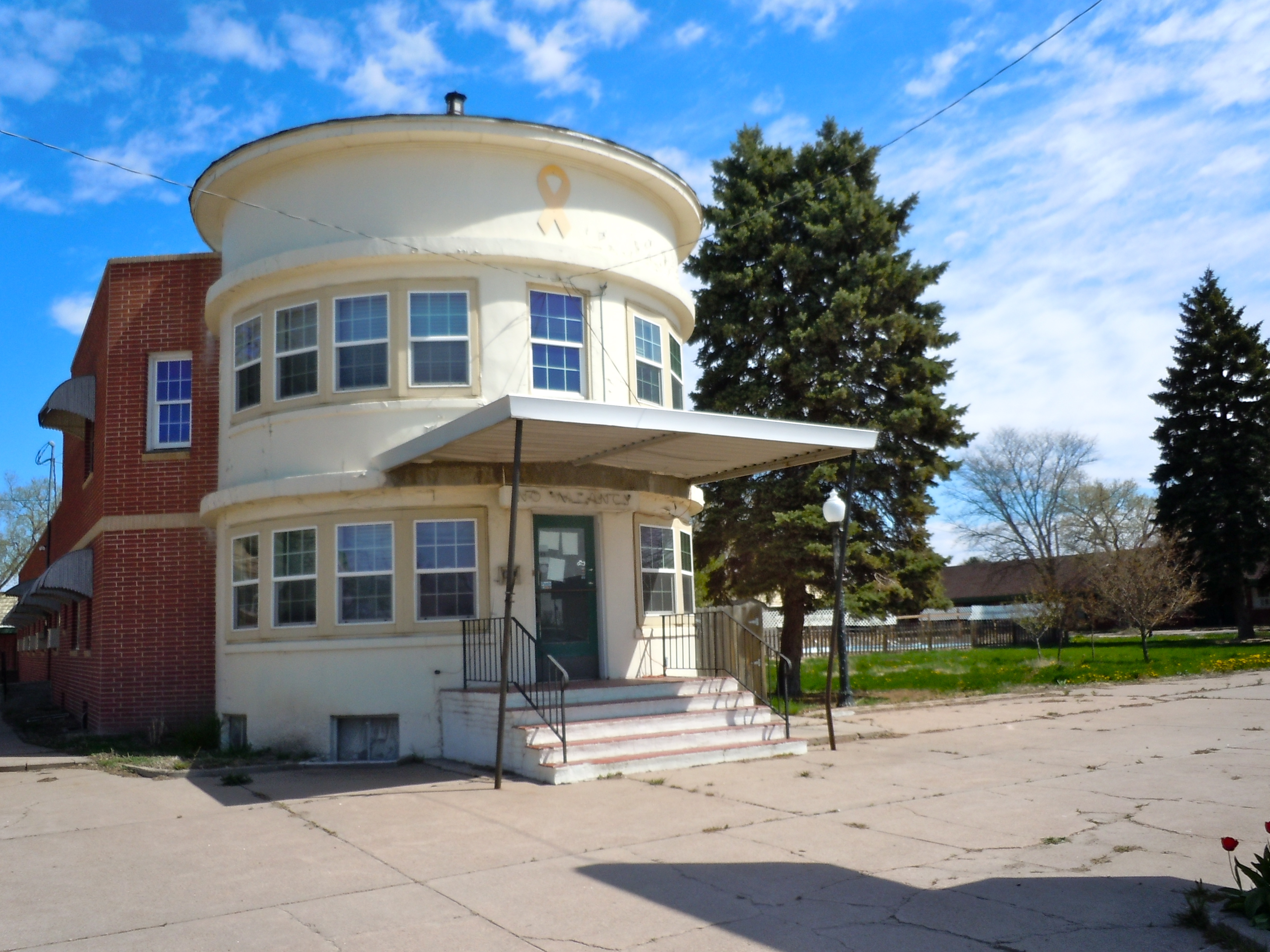
Welsch Motor Court-Erin Plaza Motor Court — комплекс из четырёх зданий и одного сооружения, включён в НРИМ в 2005 году, исключён из него в 2013 году.